# Rysslands säkerhetsråd

Säkerhetsrådets logotyp

Rysslands säkerhetsråd (ryska: Совет Безопасности Российской Федерации) är ett konsultativt, icke beslutsfattande, organ inom Rysslands presidentadministration.
Säkerhetsrådet leds av Rysslands president. Rådet möts vanligen i senatsbyggnaden i Kreml och arbetar fram presidentens beslut i frågor som rör nationell säkerhet.
President Vladimir Putin inkallade rådet den 21 februari 2022 för att detta skulle tillstyrka ett erkännande av de självutnämnda folkrepublikerna Luhansk och Donetsk.

## Ständiga medlemmar
Befattningar inte personerna i respektive befattning
- Rysslands president (ordförande)
- Rysslands premiärminister
- Presidentadministrationens stabschef
- Federationsrådets talman
- Statsdumans talman
- Rysslands försvarsminister
- Rysslands utrikesminister
- Rysslands inrikesminister
- Chefen för federala säkerhetstjänsten
- Chefen för yttre underrättelsetjänsten

Andra befattningshavare som regelbundet förekommer är katatrofministern liksom chefen för generalstaben.